# Geranomyia pergracilis
Geranomyia pergracilis är en tvåvingeart som först beskrevs av Alexander 1980.  Geranomyia pergracilis ingår i släktet Geranomyia och familjen småharkrankar.
Artens utbredningsområde är Ecuador. Inga underarter finns listade i Catalogue of Life.